# Aden (Adelsgeschlecht)

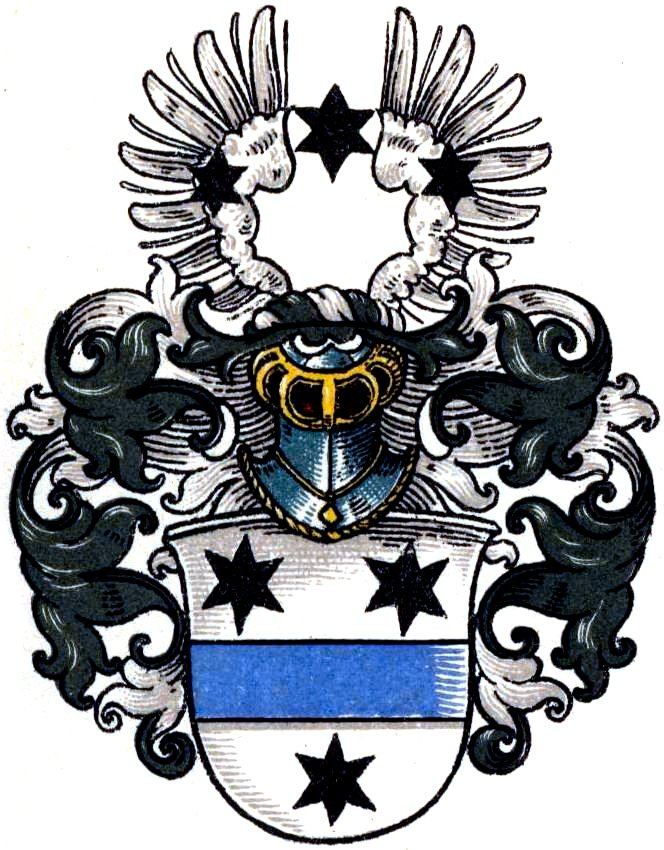
Stammwappen derer von Aden

Die Herren von Aden (auch Adonai) waren ein westfälisches Adelsgeschlecht.

## Geschichte
Der Stammsitz des Geschlechts war der Rittersitz Aden in Oberaden bei Kamen. Später war die Familie in Dortmund ansässig. 1767 war Theodoricus de Adenoya Domherr zu Münster und Rektor der Kirche zu Beckem. Zur Familie gehörte auch das Haus Borch bei Werl.

## Wappen
In Silber ein blauer Balken, von drei schwarzen Sternen (2:1) begleitet. Auf dem Helm mit blau-weißem Wulst ein offener silberner Flug, jeder Flügel mit einem schwarzen Stern belegt, der dritte Stern dazwischen.